# Crown Jewel (2024)
Crown Jewel (2024) – szósta gala wrestlingu w chronologii cyklu Crown Jewel, wyprodukowana przez federację WWE dla zawodników z brandów Raw i SmackDown. Odbyła się 2 listopada 2024 w Mohammed Abdo Arena w Rijadzie w Arabii Saudyjskiej. Była to dwunasta gala, którą WWE zorganizowało w Arabii Saudyjskiej w ramach 10-letniego partnerstwa wspierającego Saudi Vision 2030.
Na gali odbyło się sześć walk. Gala opierała się na koronowaniu inauguracyjnych męskich i żeńskich Crown Jewel Campionów, rozgrywanych pomiędzy panującymi mistrzami świata mężczyzn i kobiet Raw i SmackDown, aby wyłonić „najlepszego z najlepszych”. W walce wieczoru, Undisputed WWE Champion ze SmackDown Cody Rhodes pokonał World Heavyweight Championa z Raw Gunthera, zdobywając inauguracyjne WWE Crown Jewel Championship, podczas gdy wcześniej na gali, Women’s World Championka z Raw Liv Morgan pokonała WWE Women’s Championkę ze SmackDown Nię Jax, zdobywając inauguracyjne WWE Women’s Crown Jewel Championship. W innych ważnych walkach, LA Knight pokonał Andrade i Carmelo Hayesa, broniąc WWE United States Championship należącego do SmackDown, a w walce otwierającej The Bloodline (Solo Sikoa, Jacob Fatu i Tama Tonga) pokonali Romana Reignsa i The Usos (Jeya Uso i Jimmy’ego Uso) w six-man tag team matchu.

## Produkcja

### Tło
Na początku 2018 roku amerykańska promocja wrestlingu WWE rozpoczęła 10-letnie strategiczne wieloplatformowe partnerstwo z Ministerstwem Sportu (dawniej General Sports Authority) w celu wsparcia Saudi Vision 2030, programu reform społecznych i gospodarczych Arabii Saudyjskiej. Crown Jewel został ustanowiony później w tym samym roku, stając się głównym cyklicznym wydarzeniem w ramach tego partnerstwa, odbywającym się w Rijadzie, stolicy Arabii Saudyjskiej, pod koniec października–na początku listopada. Szóste Crown Jewel i 12. wydarzenie w ramach partnerstwa Arabii Saudyjskiej zostało ogłoszone 25 maja 2024 roku podczas King and Queen of the Ring i miało się odbyć w sobotę 2 listopada 2024 roku w Mohammed Abdo Arena. Dodatkowo, odcinek Monday Night Raw z 4 listopada został nagrany w tym samym miejscu, 3 listopada.
Gala była transmitowana w systemie pay-per-view na całym świecie i będzie dostępne do transmisji na żywo w Peacock w Stanach Zjednoczonych oraz w WWE Network na większości rynków międzynarodowych, a wzięli w nim udział wrestlerzy z brandów Raw i SmackDown. Było to ostatnie Crown Jewel transmitowane na żywo w niezależnej sieci WWE Network, ponieważ zakończy ona działalność na dostępnych rynkach, gdy Netflix uzyska prawa w styczniu 2025 roku. Oficjalną piosenką przewodnią wydarzenia była „ARABI” w wykonaniu Future’a, Mohameda Ramadana i Massariego.
Program był emitowany na platformie Netflix w Brazylii, Chile, Hiszpanii i Nowej Zelandii, a Miguel Pérez i Álvaro Carrera po raz pierwszy wystąpili jako komentatorzy w języku hiszpańskim kastylijskim.

### Rywalizacje
Crown Jewel oferowało walki profesjonalnego wrestlingu z udziałem wrestlerów należących do brandów Raw i SmackDown. Oskryptowane rywalizacje (storyline’y) kreowane będą podczas cotygodniowych gal Raw i SmackDown. Wrestlerzy są przedstawieni jako heele (negatywni, źli zawodnicy i najczęściej wrogowie publiki) i face’owie (pozytywni, dobrzy i najczęściej ulubieńcy publiki), którzy rywalizują pomiędzy sobą w seriach walk mających budować napięcie. Kulminacją rywalizacji jest walka wrestlerska lub ich seria.

#### Pojedynek o WWE Crown Jewel Championship oraz o WWE Women’s Crown Jewel Championship
Podczas Bad Blood, WWE Chief Content Officer Paul "Triple H" Levesque ogłosił, że podczas Crown Jewel panujący mistrzowie świata mężczyzn i kobiet Raw i SmackDown staną naprzeciw siebie, jednak ich tytuły nie będą stawką, a zamiast tego odpowiedni zwycięzcy zostaną koronowani na Crown Jewel Champion i Women’s Crown Jewel Champion. Ogłosił również, że będzie to coroczna walka dla Crown Jewel. Podczas samego Bad Blood, Liv Morgan i Nia Jax zachowały swoje tytuły – Women’s World Championship z Raw i WWE Women’s Championship ze SmackDown – przygotowując w ten sposób walkę o Women’s Crown Jewel Championship. Ponieważ Undisputed WWE Champion ze SmackDown, Cody Rhodes, nie miał obrony tytułu na Bad Blood, automatycznie został wpisany do walki mężczyzn na Crown Jewel. Jego przeciwnik został ustalony przez walkę o World Heavyweight Championship z Raw na odcinku Raw z 7 października, w którym Gunther zachował tytuł, co przygotowało walkę mężczyzn o Crown Jewel Championship.

#### Seth „Freakin” Rollins vs. Bronson Reed
W odcinku Raw z 5 sierpnia Bronson Reed brutalnie zaatakował Setha „Freakin” Rollinsa sześcioma Tsunami. Rollins doznał wewnętrznych siniaków i pękniętych żeber (kayfabe) i został uznany za niezdolnego do występów na nieokreślony czas. Rollins niespodziewanie powrócił na odcinku Raw z 30 września, kosztując Reeda Last Monster Standing match z Braunem Strowmanem. Po kilku kolejnych utarczkach między Rollinsem a Reedem, walka pomiędzy nimi została zaplanowana na Crown Jewel.

#### Randy Orton vs. Kevin Owens
Po tym, jak Kevin Owens odwrócił się od Cody’ego Rhodesa za współpracę z Romanem Reignsem na Bad Blood, z których obaj mieli długą, zaciekłą rywalizację z Reignsem i jego oryginalną frakcją Bloodline przez kilka poprzednich lat, Randy Orton próbował zachować pokój, ale Owens również odwrócił się od Ortona podczas odcinka SmackDown z 11 października. Orton poprosił o walkę z Owensem, ale został odrzucony przez Generalnego Menadżera SmackDown Nicka Aldisa, który powiedział, że decyzja o niedopuszczeniu do walki pochodziła od przełożonych. Orton następnie skonfrontował się z CCO WWE Triple H podczas odcinka z 25 października, który z kolei zaplanował walkę pomiędzy Ortonem i Owensem na Crown Jewel.

#### Pojedynek o WWE United States Championship
Podczas odcinka SmackDown z 25 października, siódmy mecz w serii pomiędzy Andrade i Carmelo Hayesem, który miał wyłonić pretendenta do tytułu WWE United States Championship, zakończył się bez rezultatu, po tym jak sędzia specjalny i panujący US Champion, LA Knight, zaatakował obu mężczyzn. Generalney Menadżer SmackDown Nick Aldis zaplanował następnie obronę tytułu przez Knighta przeciwko Andrade i Hayesowi w triple threat matchu na Crown Jewel.

#### Pojedynek o WWE Women’s Tag Team Championship
Po tygodniach, w których kobiece drużyny tag team mieszały się do swoich walk na Raw, SmackDown i NXT, próbując wywalczyć sobie tytuł WWE Women’s Tag Team Championship, który jest broniony na wszystkich trzech programach, Generalni Menadżerowie Raw, SmackDown i NXT – odpowiednio Adam Pearce, Nick Aldis i Ava – spotkali się 25 października podczas odcinka SmackDown i uzgodnili, że Bianca Belair i Jade Cargill będą bronić tytułu na Crown Jewel w Fatal 4-way tag team matchu przeciwko Damage CTRL (Iyo Sky i Kairi Sane) z Raw, Chelsea Green i Piper Niven ze SmackDown oraz The Meta-Four (Lash Legend i Jakara Jackson) z NXT.

#### Roman Reigns i The Usos vs. The Bloodline
Po utracie Undisputed WWE Universal Championship na rzecz Cody’ego Rhodesa na WrestleManii XL w kwietniu, Roman Reigns zrobił sobie przerwę na czas nieokreślony, podczas gdy Solo Sikoa przejął The Bloodline, ogłaszając się wodzem plemienia i wyrzucając Jimmy’ego Uso i Paula Heymana z grupy, dodając jednocześnie The Tongans (Tama Tonga i Tonga Loa) i Jacoba Fatu. Na SummerSlam w sierpniu Sikoa rzucił wyzwanie Rhodesowi o mistrzostwo, podczas którego The Bloodline próbował interweniować, co skłoniło Reignsa do powrotu i kosztowania Sikoa walki. Reigns i Rhodes niechętnie zgodzili się połączyć siły, aby zmierzyć się z Sikoa i Fatu na Bad Blood, gdzie powrócił Jimmy, który pomógł Reignsowi i Rhodesowi wygrać. W kolejnym odcinku SmackDown, Jimmy powiedział Reignsowi, że potrzebują pomocy przeciwko Bloodline Sikoa, insynuując, że sprowadzą z powrotem brata Jimmy’ego, Jeya Uso, który opuścił grupę na własnych warunkach rok temu i został przeniesiony do Raw, ale Reigns był przeciwny temu pomysłowi. Następnie Jimmy pojawił się w Raw, aby spróbować naprawić to samemu, ale Jey odmówił. Sikoa i jego Bloodline chcieli zrekrutować Jeya, ale spowodowali, że Jey stracił swoje Intercontinental Championship na odcinku Raw z 21 października, a Jey z kolei spowodował, że The Tongans stracili swoje WWE Tag Team Championship w odcinku SmackDown z 25 października. Później Jimmy i Jey objęli się, ponownie jednocząc The Usos, podczas gdy Reigns po prostu patrzył. 28 października w odcinku Raw Jey zgodził się pojawić na SmackDown w tym samym tygodniu, aby pogodzić się z Reignsem, a później ogłoszono, że Reigns i The Usos zmierzą się z The Bloodline w six-man tag team matchu na Crown Jewel.

## Wyniki walk
| Nr                                 | Wyniki | Stypulacje                                                     | Czas  |
| ---------------------------------- | --- | -------------------------------------------------------------- | ----- |
| 1                                  | The Bloodline (Solo Sikoa, Jacob Fatu i Tama Tonga) (z Tonga Loą) pokonali Romana Reignsa i The Usos (Jeya Uso i Jimmy’ego Uso) poprzez pinfall                             | Six-man tag team match                                         | 16:35 |
| 2                                  | Jade Cargill i Bianca Belair (c) pokonały Damage CTRL (Kairi Sane i Iyo Sky), The Meta-Four (Lash Legend i Jakarę Jackson) oraz Chelsea Green i Piper Niven poprzez pinfall | Fatal 4-way tag team match o WWE Women’s Tag Team Championship | 12:00 |
| 3                                  | Seth „Freakin” Rollins pokonał Bronsona Reeda poprzez pinfall | Singles match                                                  | 12:20 |
| 4                                  | Liv Morgan (Raw’s Women’s World Champion) pokonała Nię Jax (SmackDown’s WWE Women’s Champion) poprzez pinfall                                                               | Singles match o WWE Women’s Crown Jewel Championship           | 8:15  |
| 5                                  | Randy Orton vs. Kevin Owens nie odbyło się | Singles match                                                  | —     |
| 6                                  | LA Knight (c) pokonał Andrade i Carmelo Hayesa poprzez pinfall | Triple threat match o WWE United States Championship           | 9:10  |
| 7                                  | Cody Rhodes (SmackDown’s Undisputed WWE Champion) pokonał Gunthera (Raw’s World Heavyweight Champion) poprzez pinfall                                                       | Singles match o WWE Crown Jewel Championship                   | 23:00 |
| (c) – mistrz/mistrzyni przed walką | |                                                                |       |

Uwagi
1. ↑  Randy Orton i Kevin Owens pobili się ze sobą przed rozpoczęciem walki. W wyniku czego nie byli w stanie walczyć.